# Армандінью
Армандо Кареццато дос Сантос, більше відомий як Армандінью (порт. Armando Carezzato dos Santos "Armandinho", 3 червня 1911, Сан-Карлус — 26 травня 1972, Сантус) — бразильський футболіст, що грав на позиції нападника, зокрема, за клуб «Сан-Паулу», а також національну збірну Бразилії.
Переможець Ліги Пауліста. Переможець Ліги Баїяно. 

## Клубна кар'єра
У футболі дебютував 1923 року виступами за команду «Пауліста». 
Згодом з 1926 по 1929 рік грав у складі команд клубів «Пірассунунгенсі», «Понте-Прета» та «Палестра-Італія».
Своєю грою за останню команду привернув увагу представників тренерського штабу клубу «Сан-Паулу», до складу якого приєднався 1930 року. Відіграв за команду із Сан-Паулу наступні чотири сезони своєї ігрової кар'єри.
Протягом 1934—1941 років захищав кольори клубів «Ботафогу», «Індепенденте», «Баїя», «Сан-Крістован», «Португеза Деспортос», «Сан-Паулу», «Португеза Сантіста» та «Сантус».
Завершив професійну ігрову кар'єру у клубі «Комерсіаль», за команду якого виступав протягом 1942 року.

## Виступи за збірну
1934 року дебютував в офіційних матчах у складі національної збірної Бразилії. Протягом кар'єри у національній команді провів у її формі 2 матчі, забивши 1 гол.
У складі збірної був учасником чемпіонату світу 1934 року в Італії, де зіграв в єдиному поєдинку команди на турнірі проти збірної Іспанії (1-3).
Помер 26 травня 1972 року на 61-му році життя у місті Санту.

## Титули і досягнення
- Переможець Ліги Пауліста (1):

«Сан-Паулу»: 1931
- Переможець Ліги Баїяно (1):

«Баїя»: 1936